# Xenia ternatana
Xenia ternatana is een zachte koraalsoort uit de familie Xeniidae. De koraalsoort komt uit het geslacht Xenia. Xenia ternatana werd in 1896 voor het eerst wetenschappelijk beschreven door Schenk. 